# David Wenzel
David Wenzel, né le 22 novembre 1950 est un illustrateur, notamment pour les livres pour enfants. Il est particulièrement connu pour son adaptation en roman graphique de Bilbo le Hobbit de J. R. R. Tolkien.

## Biographie
David Wenzel naît le 22 novembre 1950. Bien qu'il rêve de travailler dans l'animation, ses premiers travaux de dessinateurs sont pour de la publicité. Il quitte cependant rapidement ce monde pour celui des comics. Dans les années 1970, après quelques bandes chez DC Comics, il travaille chez Marvel Comics et dessine plusieurs épisodes des Vengeurs dont ceux de la Korvac Saga qui remporte un Eagle Award. Puis il est le dessinateur de l'adaptation de Solomon Kane. Il travaille aussi sur plusieurs épisodes de Marvel Team-Up. Il revient ensuite chez DC Comics où on lui doit le roman graphique Warlords sur un scénario de Steve Skeates. En 1989, il dessine l'adaptation de Bilbo le Hobbit sur un scénario de Chuck Dixon publié par Eclipse Comics.